# Hans Enn
Hans Enn (n. 10 mai 1958, Saalbach-Hinterglemm⁠(d), Salzburg, Austria) este un schior alpin ce a reprezentat Austria, medaliat olimpic. A participat la o ediție a Jocurilor Olimpice (1980) în care a câștigat o medalie de bronz.

## Participări
Lista de mai jos prezintă principalele competiții la care a participat Hans Enn de-a lungul carierei.
- alpine skiing at the 1980 Winter Olympics – men's giant slalom[*]